# مریوان حلبچه‌ای (نویسنده)
مَریوان حَلَبچه‌ای (به کُردی: مه‌ریوان هه‌ڵه‌بجه‌ای) متولد ۱۹۶۳ و از نویسندگان و مترجمان کرد عراقی است که به کوردی سورانی می‌نویسد.
به وی لقب سلمان رشدی کردستان داده‌اند. کتاب معروفی از او به نام «سکس و شرع و زن در تاریخ اسلام» باعث شده تا اسلام‌گرایان فتوای کشتن او را صادر کنند. سازمان‌های بین‌المللی حقوق بشر این فتوا را محکوم کرده‌اند.
مریوان حلبچه‌ای از مردم شهر حلبچه است و در هنگام بمباران شیمیایی حلبچه عراق به همراه خانواده‌اش صدمه دیده بود.
مریوان حلبچه‌ای نویسنده کتاب سکس و شرع و زن در تاریخ اسلام معمولاً با فرد دیگری به همین نام که مترجم فارسی به زبان کُردی و برعکس است اشتباه می‌شود.
مریوان حلبچه‌ای بیشتر در زمینه دین می‌نویسد و موضوع کتب و ترجمه‌هایش نیز در همین راستا می‌باشد
از جمله کتابهای او می‌توان به:
1. دروازه‌های دین در میان زمین و آسمان
2. خوننامه
3. سکس و زن در تاریخ و شریعت اسلام

و از ترجمه‌های او می‌توان به کتاب نگرشی منتقدانه به دین اسلام از کامل النجار اشاره کرد.
مریوان حلبچه‌ای چندین بار از طرف رهبر اسلامگرایان کردستان عراق معروف به «ملا کریکار» به خاطر نوشته‌هایش مورد تهدید قرار گرفت. اما بعدها مشخص شد که این دروغی بیش نیست و از طرف دادگاه نروژ این اتهام رد شد.